# Margarete Haase (Managerin)
Margarete Haase (* 1953 in Neunkirchen) ist eine österreichische Managerin. Sie ist seit Anfang 2001 Mitglied des Aufsichtsrats der Fraport AG und der ElringKlinger AG. Bis zum 30. April 2018 war sie Mitglied des Vorstands der Deutz AG. Haase wurde 2011 von der Financial Times Deutschland zur Managerin des Jahres gekürt.

## Leben
Margarete Haase beendete 1984 ihr Studium zur Diplom-Kauffrau an der Wirtschaftsuniversität Wien. Anschließend wurde sie an der Harvard Business School (Executive Education Program) in Boston promoviert.
Ihren beruflichen Werdegang begann sie 1979 bei der Kapitalbeteiligungs AG in Wien. 1983 wechselte sie zur RZB-Leasing. Von 1987 bis 2007 war sie bei der Daimler-Benz AG (seit 2000 DaimlerChrysler AG) in verschiedenen leitenden Positionen tätig, unter anderem verantwortlich für Konzernfinanzierung, für Absatzfinanzierung Aerospace, Kaufmännische Leitung Motorenwerk Berlin.
2007 wurde sie Mitglied des Vorstandes der Daimler Financial Services AG, Berlin. Von April 2009 bis April 2018 war sie Mitglied des Vorstands der Deutz AG, Köln, verantwortlich für die Bereiche Finanzen, Personal und Investor Relations. Seit Anfang 2011 ist sie Mitglied im Aufsichtsrat der Fraport AG, seit Dezember 2011 Mitglied des Aufsichtsrats des Automobilzulieferers ZF Friedrichshafen. Haase setzt sich für die Frauenquote in DAX-Unternehmen ein.  Margarete Haase ist eine der Erstunterzeichnerinnen der Berliner Erklärung, einer Initiative von Frauenverbänden und Parlamentarierinnen für mehr Chancengleichheit in der Wirtschaft. Sie selbst ist eine von nur zwei Frauen in den 80 deutschen DAX- und MDAX-Unternehmen, die als Finanzvorstand arbeiten.
Haase ist verheiratet und hat ein Kind.

## Auszeichnungen
- 2011: Managerin des Jahres[1]